# Oxigénio singleto
Oxigênio Singleto é uma espécie eletronicamente excitada da molécula de oxigênio molecular (O2).

## Descrição
A molécula de oxigênio no seu estado fundamental (de mais baixa energia) apresenta dois elétrons desemparelhados nos seus orbitais moleculares de mais alta energia. A molécula de oxigênio singleto, por sua vez, apresenta dois elétrons emparalhados que podem estar num mesmo orbital ou em orbitais diferentes. Trata-se de uma molécula extremamente reativa que pode ser gerada diretamente pela reação de água oxigenada (H2O2) com hipoclorito de sódio (NaOCl)  ou indiretamente pela transferência de energia de uma moléculas excitada por luz visível ou ultravioleta. Este último é mais comumente usado devido à simplicidade de controle do processo de geração de oxigênio singleto.
Moléculas como porfirinas, as clorofilas, azul de metileno e muitas outras moléculas orgânicas podem gerar oxigênio singleto por transferência de energia desde que irradiadas com luz no comprimento de onda apropriado. A transferência de energia promove a inversão do spin de um dos elétrons da molécula de oxigênio transformando-a de tripleto para singleto.

## Aplicações
Estudos feitos desde os anos de 1960 por C. Foote, Ogilby, F. Wilkinson, E. Lissi e muitos outros que detalharam os processos de geração e consumo de oxigênio singleto em solução e em organismos vivos levaram a uma aplicação cada vez mais crescente desta molécula em terapias de tratamento de câncer e afecções da pele e outros tecidos. Este tratamento é chamado de Terapia fotodinâmica. No Brasil e no mundo há vários grupos de pesquisa especializados no assunto.